# Коллоидная мельница
Коллоидная мельница — это устройство, предназначенное  для сверхтонкого измельчения обрабатываемых материалов . С его помощью можно получить частицы величиной меньше 1 мкм .
Первая коллоидная мельница была сконструирована русским инженером К. Плауссоном в 1920 году .  Коллоидная мельница состоит из корпуса, статора и вращающегося ротора. Величина зазора между статором и ротором не превышает 0,05 мм. При попадании в такой зазор частицы обрабатываемого вещества начинают вращаться вокруг собственной оси с высокими скоростями и разрываются под действием центробежных сил. Степень измельчения может регулироваться за счет изменения ширины зазора.
Чаще всего данное устройство работает по принципу так называемого «мокрого помола». Также существуют коллоидные мельницы для «сухого помола», но они не позволяют получить частицы коллоидных размеров . 

## Области применения
- диспергирование;
- эмульгирование;
- приготовление гомогенных растворов.

## Отрасли промышленности
- фармацевтическая  (приготовление лекарственных эмульсий);
- химическая (получение красок, коллоидного графита);
- пищевая (производство соусов, джемов и т.п.);
- дорожное строительство (производство битумных эмульсий, модификация битумов полимерами).